# Granbock
Granbock (Monochamus sartor) är en skalbagge som tillhör familjen långhorningar. Andra namn som använts om arten är nordlig granbock, och stor granbock.

## Kännetecken
Granbocken blir upp till 35 millimeter lång och har mycket långa antenner och långa ben. Som hos kronbock och tallbock, två andra långhorningar som hör till samma släkte som granbocken, är hanens antenner särskilt långa, ungefär dubbelt så långa som kroppen. Honans antenner är lite längre än hennes kropp, men inte så långa som hanens. Skalbaggens kropp är svart med ljus fin behåring. Halsskölden har spetsiga utskott på sidorna. Skutellen är gulaktig. På täckvingarna har honorna tydliga fläckar med ljusare gulvit behåring. Hanarnas täckvingar är svarta eller har bara mindre och otydliga fläckar. Längst bak på täckvingarna finns en tätare ljusare behåring, särskilt tydligt hos honan.

## Utbredning
Granbocken förekommer från norra Europa och österut genom Rysslands barrskogar till östra Sibirien. I Norden är den sällsynt. Den är rödlistad i Sverige som starkt hotad då den gått tillbaka starkt och troligtvis bara finns kvar på ett fåtal platser i Ångermanland och Norrbotten. IUCN kategoriserar arten globalt som livskraftig.

## Levnadssätt
Granbockens larver utvecklas i ved av gran. Lämpliga yngelträd är nyss döda och helst grova granar. Både ännu stående och omkullfallna döda granar kan fungera som yngelträd. Då arten behöver en kontinuerlig tillgång till lämpliga yngelträd återfinns den främst i områden som har karaktären av urskog. Om det i området finns inslag av brända granar kan det gynna arten.
När honan ska lägga ägg uppsöker hon ett lämpligt yngelträd och gnager trattformade hål genom barken in till kambium, så kallade äggtrattar, som äggen läggs i. Den första tiden efter kläckningen gnager larven under barken, men sedan gnager den sig längre in i veden. När larven gnager ut larvgången bildas gnagspån. Gnagspånen är cirka en centimeter långa och skjuts ut från larvgången, så att det bildas en hög av gnagspån utanför. 
Efter två år är larven färdigvuxen. Förpuppar sker i mitten av juni. Fullbildade granbockarna börjar komma fram i mitten av juli och kan påträffas fram till slutet av augusti.